# ホームスター

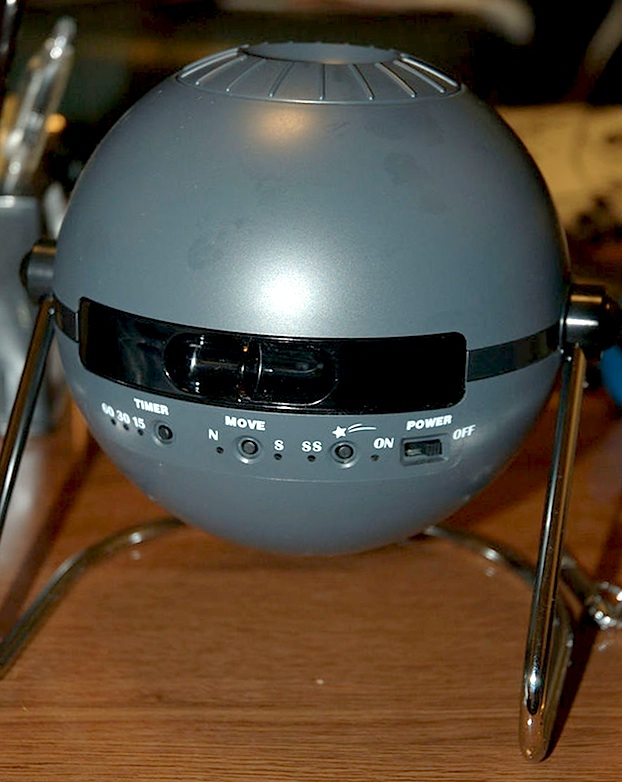
家庭用プラネタリウム投影機「ホームスター」

ホームスター（HOMESTAR）は、プラネタリウムクリエイターの大平貴之とセガ フェイブが共同開発した家庭用プラネタリウムである。

## 概要
従来の家庭用プラネタリウムは、構造的・コスト的な問題から、ほとんどが恒星球と呼ばれる球体に穴を開け、その内側に電球を仕込んで発光させることによって壁面や天井に星を投影するピンホール式プラネタリウムであった。
対してホームスターは、現在の業務用プラネタリウムの主流である、恒星の等級に応じた小穴を開けた「恒星原板」と呼ばれる板を本体に仕込み、光源の光を恒星原板に当て、さらにその光をレンズを通した上で壁面や天井に投影するレンズ投影式を家庭用としては世界で初めて採用。ホームスターの恒星原板はメガスターと同じく、天の川を微細な星の集まりとして表現している。さらに光源には電球ではなく、熱をあまり出さない高輝度の白色LED（発光ダイオード）を使用した。これにより、ホームスターは非常に小型の本体でありながら、これまでの家庭用プラネタリウムの常識を覆す約1万個の星の投影を実現した。
「メガスター」始め、業務用プラネタリウムでは全天を32枚の恒星原板で分割しているが、ホームスターは1枚に簡略化している。
ホームスターは発売開始直後から話題となり、2005年の発売開始以降、2021年2月までに全世界でシリーズ合計で約170万個以上を売り上げた。

## 商品ラインアップ
ホームスター（新）
現在の主力商品。2021年8月12日発売。アルファベット表記は"Homestar"で、2文字目以降が小文字になった。新機能として、星の瞬きを再現した。また、ランダムに流れる流星投影機能が改良され、より細く鋭くなった。さらに、自然音などを流す機能も付いた。他の機能はホームスター Classicとほぼ同等だが、フレネルレンズがコンデンサレンズに改められ、角度調整が無段階から4段階に縮小されたなど、低コスト化を図った部分もある。光源はLED1W、恒星投影数は約6万個（瞬き対応原板は約9千個）で、恒星原板は2枚付属。他に、瞬き効果原板が1枚付属する。
ホームスター Classic
2013年3月29日発売。以前販売していたホームスターPRO 2ndとほぼ同仕様だが、光源がLED3Wから1Wに、レンズが6枚から4枚に減らされた廉価版。恒星投影数は約6万個で、恒星原板は2枚付属。約12分で日周運動を行う自動日周運動機能、ランダムな地点に流星を映す流星投影機能を持つ。内蔵タイマーにより、時間を区切っての電源オフが可能。
ホームスター granity
2022年9月8日発売｡光学式･デジタル式のハイブリッド投影モデル｡
光学式投影機能は他のモデルと同等で最大恒星投影数は約6万個｡ただし流星投影機能が省略されている｡
デジタル式投影機能はWVGA相当のDLPプロジェクターで､専用アプリから44タイトルの番組を投影可能(iPhoneのみ対応｡タイトル数は有料レンタルの2作品を含む)｡
他のモデルと比べてかなり大型化しており､かつて販売されていたホームスターearth theaterとほぼ同じ大きさである｡
ホームスター Lite（新）
2024年2月22日発売。旧「ホームスターLite2」とほぼ同じで、日周運動無し・電池式（単4電池4本）・恒星投影数1万個・恒星原板は1枚付属。アルファベット表記は"Homestar Lite"。原板は「ホームスターLite」シリーズ用の独自規格で、標準的なホームスターシリーズとの互換性はない。
ホームスター Flux
海外限定モデルで、日本国内では発売されていない。ホームスターPRO 2ndをベースに光源がLED5Wに強化されており、薄明るい部屋での使用が可能。他にも細かな違いがある。恒星原板は2枚付属。

## 過去の販売商品
ホームスター
2005年7月21日に発売された。アルファベット表記は"HOMESTAR"。小型の球形の本体に操作用のボタンと投影用のレンズ1箇所を有しており、この基本構造は後に発売される機種でも踏襲されている。光源はLEDで1W。恒星原板は星座線が入っているものとないものが付属しており、交換が可能。恒星投影数は約1万個で、星空解説のCDが付属する。
ホームスターPRO
2006年12月7日に発売された。通常版からLEDをさらに高輝度（3W）のものに変更。恒星原板はカラーになり、通常の星空の原板の他にKAGAYAの手による月の原板が付属する。恒星投影数は通常版と同じく約1万個だが、レンズの枚数を通常版の4枚から6枚に増やし、周辺画像のボケや歪みを改善している。本体形状は通常版と変更されていない｡通常版は乾電池でも稼動したが、PROでは電源はAC100vのみとなった。
ホームスターPURE
2007年3月30日に発売された。通常版から自動日周運動機能や流星投影機能を省略（日周運動は手動で可能）した廉価版。本体は卵型をしている。
ホームスターSpa
『お風呂で楽しむプラネタリウム』をコンセプトに生み出されたもの。シリーズ唯一のピンホール式。防水機能を持っているため、浴槽に浮かべて浴室の天井や壁面に投影するほか、浴槽内へ投影することも可能である。投影用フィルムは星空の他に深海などが付属する。
ホームスターEXTRA
2008年12月25日に発売された。シリーズ最高峰として製作されたモデル。PROよりもさらに超高輝度のLED（14W）を使用し、恒星原板も改良した結果、恒星投影数はこれまでをはるかに上回る約12万個に達した(恒星4万5千個の他に天の川7万7千個を含む)。また、流星は通常版やPROでは決められた場所･タイミングで発生したが、EXTRAではランダムな場所･タイミングで発生するようになった。さらに専用のリモコンが付属し、リモコンで指定した日時の星空を投影することが可能となっている。本体は専用のものとなり、通常版やPROよりも大型化した。
ホームスターPRO 2nd
2009年4月23日に発売された､ホームスターPROの廉価版。投影機構はPROと同じだが､付属の投影原板をカラー3枚からカラー1枚･モノクロ2枚に変更し､解説CD･星空解説書を省略するコストカットや量産効果により約6,000円の値下げが行われている｡
表記上の恒星投影数がPROの約1万個から約6万個に変更されているが､天の川を含めた数に表記法を変更したためで､投影機構にPROとPRO 2ndに違いはない｡なお現在はPRO･PRO 2ndとも｢約6万個｣と同じ数がメーカー公式ウェブサイト上で表記されている｡
PROに付属していたKAGAYAによる月(｢フル･ムーン｣)のカラー原板から､KAGAYAによる月と大平が自らCGを駆使して制作した地球を合わせた｢月と地球｣のカラー原板に変更された。その他2枚の｢日本の星空｣恒星原板(星座ライン入り/なし)はいずれもカラーからモノクロに変更された。
ホームスターAQUA
2010年1月21日発売。防滴機能を追加した、風呂場で使用可能なレンズ式プラネタリウム。恒星原板の交換は不可。また防水機能はなく、ホームスターSpaのように浴槽に浮かべることはできない。
ホームスターearth theater
2012年11月22日発売。「ホームスターPRO 2nd」と同等の光学式プラネタリウムに加え、LCOS式デジタルプロジェクターを搭載。光学式投影とデジタル式投影を連動した“ハイブリッド式投影”で、オーロラや雪の再現を実現。またステレオスピーカーを搭載することで、業務用に近いプラネタリウム番組や音響効果の再現を目指した。恒星原板の付属は1枚。それに加え、KAGAYA制作のアースシアター専用映像コンテンツを2番組（ナレーター：水樹奈々）収録した（番組はSDカード交換式）。
ホームスターLite
2013年10月発売｡通常版と外観が似ているが､日周運動機能等を省略した廉価版で､他のモデルよりかなり安価｡光源も0.5W LEDが用いられており､やや弱いが､単4電池4本で動作する｡最大恒星投影数も1万個と､ホームスターPro 2nd以前のモデルと同等｡投影原板の交換に対応するが､細長い形状の投影原板カセットはLite系の独自仕様で､通常版の投影原板と互換性がない点に注意を要する｡(ホームスターPUREは通常版の投影原板と互換性がある)
本機と後述のLite2を元にした｢限定品｣として制作されたタイアップ企画･コラボレーション商品も多い｡
『やがて君になる』の作中で印象的に用いられており､注目された｡
ホームスターLite2
2016年6月23日発売｡内部の機構はおそらくLiteからほぼ変更されていない｡角度調整機構が変更され､外観が通常版よりホームスターPUREに近づいた｡後にホームスターRelaxとしてほぼそのままで名称を変更して再発売される｡
ホームスター Relax
リラクゼーションを目的とした商品。2018年6月28日発売。本体は以前販売していたホームスター Liteと同じもので、本体もぼんやりと発光する。本体のカラーバリエーションは4色で、それぞれが春夏秋冬の四季の星空に対応している。恒星原板はそれぞれの季節の星座絵があるものとないものの2枚。乾電池で駆動し、15分で電源が自動で落ちるタイマー付き。

## 限定版
ホームスター BUMP OF CHICKEN Limited Edition
BUMP OF CHICKENの楽曲「プラネタリウム」の発売に合わせたタイアップ企画として、タワーレコード渋谷店のみで120個が予約限定販売された。内容は通常版と同じだが、本体の塗装は白でBUMP OF CHICKENのロゴマークが入る。
冬季限定版『冬星』
本体はパールホワイトに塗装されている。通常版とは異なる星空解説CD、ハンディホームスター（壁面に投影するのではなく、万華鏡のように覗き込んで星空を鑑賞する）が2個付属する。
2006春季限定版『春星』
大平が開発したメガスター2 COSMOSと同じ色であるマジョーラ（アンドロメダ）で本体を塗装したもの。その他の同梱物は『冬星』と同じだが、それ以外に大平貴之直筆サイン入りのメッセージカードが同梱されている。
ホームスター 大塚愛のプラネタリウム
大塚愛の楽曲「プラネタリウム｣とのタイアップ企画として販売されたもの。同曲のオルゴールバージョンのCDが同梱されている。本体の色は大塚が好きな色だというミントグリーン。
ホームスター キサラギバージョン
映画「キサラギ｣公開に合わせてのタイアップ企画として、楽天ショップにて100個限定で販売されたもの。内容は通常版と全く同じで塗装も通常版と同じ黒だが、本体にステッカーが貼られている。特典として映画のポスターもしくはプレスブックが付属。
ホームスター Classic MARS
2018年の火星大接近に合わせて発売されたもの。本体カラーは火星をイメージしたメタリックレッド。恒星原板はオリジナルで、地球から見た星空に火星がプラスされたものと火星から地球方向を見たものの2枚が付属する。
ホームスター BB-8/ホームスター R2-D2
本体はスター・ウォーズ・シリーズに登場するドロイド（BB-8と R2-D2）を模したもの。 2017年7月25日発売。投影機部分はホームスター Relax相当で、恒星投影数は1万個。恒星原板は4枚付属しており、それぞれ星空にスター・ウォーズのイメージやメカニックを合わせたものとなっている。また2体同時に投影することによって、『スター・ウォーズ/最後のジェダイ』劇中のようにルーク・スカイウォーカーの居場所を示すブルーマップを完成させることができる。
ホームスター 君の名は。
新海誠監督のアニメーション映画『君の名は。』とのコラボレーション商品。2017年7月25日発売。恒星原板は、『君の名は。』の主人公の立花瀧と宮水三葉が初めて出会った10月4日の中部エリアの星空を再現しており、二人の出会いを再現する作りになっている。また本体にスピーカーを内蔵しており、投影時には『前前前世』などの劇中歌のアレンジバージョンが流れる。
ホームスター Classic　ウルトラマン
2017年発売。ウルトラマン放送開始50周年を記念したコラボレーション商品。本体はウルトラマンをイメージしたカラーリング。恒星原板は3枚あり、ウルトラマンとウルトラセブンに登場したウルトラ怪獣が描かれたもの、ウルトラマン放送開始当時の1966年の東京の星空を再現し、科学特捜隊やウルトラ警備隊のメカをあしらったもの、実在のM78星雲から地球を見た星空にウルトラマンとウルトラサインをあしらったものがある。また、バンダイの通信販売サイト『プレミアムバンダイ』限定で、特製の恒星原板をもう1枚追加したものが数量限定販売された。
ホームスター Classic　ソーラーシステム
2021年3月4日発売。ソーラーシステムは太陽系のこと。本体は太陽をイメージした黄色。恒星原板は2枚あり、太陽と8惑星が描かれたもの、太陽系を離れたボイジャー2号から見た星空（2021年7月23日現在）を再現したものがある。
ホームスターAQUA ディズニーキャラクター
筐体がディズニーキャラクターで飾られたモデル。2016年6月23日発売。他の機能はホームスターAQUAと同じ。
ディズニーキャラクター ホームスター マジカルナイト
2016年11月17日発売。恒星投影数は1万個。原板にはディズニーキャラクターのシルエットが隠されている。また、BGMとして「ミッキーマウス・マーチ オルゴール ver.」「星に願いを オルゴール ver.」「星に願いを Jazz ver.」を鳴らすことができる。